# Frères Ott
Frères Ott ou Ott Frères sont les appellations sous lesquelles ont officié deux générations d’artistes strasbourgeois, principalement des verriers, dans la seconde moitié du XIXe siècle et la première du XXe. 

## Vies et œuvres
Un premier atelier fut installé en 1852 au 5 de la cour du Corbeau, à Strasbourg, par le maître-verrier Antoine Jérôme Isidore Ott (dit Isidore Ott, 1834-1908) et son frère doreur sur bois Joseph Hippolyte Ott (1825-1893).
Les deux fils d’Isidore, Léon Théodore dit Hyppolite Ott (1865-1917) et son frère cadet Henri (1874-1945) prirent ensuite la relève au 1 quai des Bateliers. 
Les frères Ott ont créé et restauré des vitraux dans de nombreuses églises d’Alsace, comme la cathédrale et l’église Saint-Pierre-le-Vieux à Strasbourg, et dans plusieurs paroisses lorraines.
Outre des vitraux d’inspiration religieuse, ils ont produit des verrières profanes, comme l’Allégorie du printemps (d’après un carton d’Eugène Grasset, circa 1900, conservée au Musée d’Art moderne et contemporain de Strasbourg) ou la vue de la cité viticole d’Ammerschwihr (1938) visible au Musée alsacien de la même ville.

## Postérité
La tombe familiale des frères Ott se trouve au cimetière Saint-Urbain, à Strasbourg.
À la mort de Henri Ott en 1945, l’atelier est repris par trois employés. En 1981 la maison Ott Frères déménage au 117 route des Romains puis est transférée en 1987 dans la zone industrielle de Duttlenheim. La société est rachetée en 1994 par la société Wehr Miroiterie avant d'être dissoute au sein de Wehr Miroiterie en 1999.